# 日内瓦汽车展

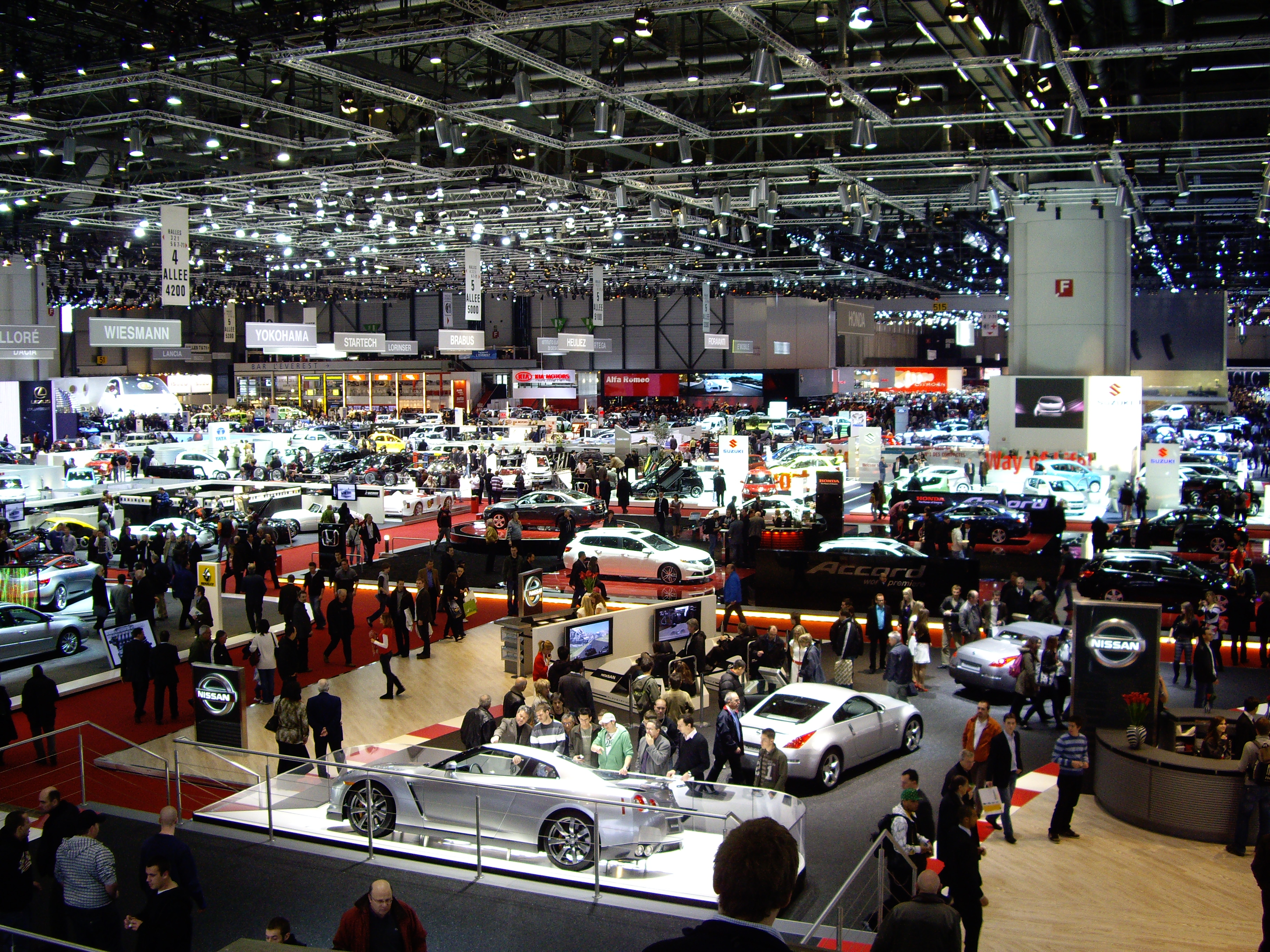
2008年的日内瓦汽車展

日内瓦汽車展（英語：Geneva International Auto Show；法語：Salon international de l'automobile Geneve）是每年三月在瑞士日内瓦舉行的汽車展覽，也是全球重要的車展之一。該車展的展覽地點是位於日內瓦國際機場（英語：Geneva Cointrin International Airport；法語：Aéroport international de Genève）旁的日內瓦Palexpo展覽會議中心，主辦單位是世界汽車工業國際協會（法語：Organisation Internationale des Constructeurs d'Automobiles；英語：International Organization of Motor Vehicle Manufacturers；縮寫為OICA）。

## 歷史
該車展首次於1905年舉行，當時展出所有汽車工業歷史上主要的內燃機，以及以蒸氣帶動的汽車。有汽車製造商會選擇在該車展公開發表自家的最新研發科技、超級跑車、概念車等。
2020年2月28日，因应瑞士政府宣布受新冠肺炎疫情影响，禁止1000人以上的活动举办，原计划于3月3日至15日举办的2020年日内瓦车展将取消。日內瓦車展直至2024年2月26日才恢復舉辦。

## 展出內容
- 裝載三輪、四輪甚至四輪以上的動力車輛。
- 電動汽車或替代能源汽車
- 特殊車身設計、動力機械
- 改裝車輛
- 汽車OEM製造廠
- 汽車保養維修廠
- 各項與汽車工業相關的零件與服務

## 外部連結
- 官方網站 （页面存档备份，存于）
  - 日内瓦汽车展的Facebook專頁
  - 日内瓦汽车展的Instagram帳戶
  - 日内瓦汽车展的X（前Twitter）
  - YouTube上的
- 2008年日內瓦車展相關照片